# ناروکا
ناروکا (به لاتین: Narewka) یک روستا در لهستان است که در گمینا ناروکا واقع شده‌است. ناروکا ۷۸۰ نفر جمعیت دارد.